# Liste der Finanzminister von Rheinland-Pfalz
Dieser Artikel enthält eine Liste der Finanzminister von Rheinland-Pfalz.

## Finanzminister Rheinland-Pfalz (seit 1946)
| Name                                            | Amtsantritt                                                 | Kabinett                                 | Partei                               |
| Minister für Wirtschaft und Finanzen            | Minister für Wirtschaft und Finanzen                        | Minister für Wirtschaft und Finanzen     | Minister für Wirtschaft und Finanzen |
| ----------------------------------------------- | ----------------------------------------------------------- | ---------------------------------------- | ------------------------------------ |
| Hanns Haberer                                   | 3. Dezember 1946                                            | Boden I                                  | CDU                                  |
| Minister für Ernährung, Wirtschaft und Finanzen |                                                             |                                          |                                      |
| Oskar Stübinger                                 | 13. Juni 1947                                               | Boden II                                 | CDU                                  |
| Minister für Finanzen                           |                                                             |                                          |                                      |
| Hans Hoffmann                                   | 9. Juli 1947                                                | Altmeier I                               | SPD                                  |
| Minister für Finanzen und Wiederaufbau          |                                                             |                                          |                                      |
| Hans Hoffmann                                   | 9. April 1948                                               | Altmeier I                               | SPD                                  |
| Oskar Stübinger (kommissarisch)                 | 20. Oktober 1949                                            | Altmeier I                               | CDU                                  |
| Hans Hoffmann                                   | 14. Dezember 1949                                           | Altmeier I                               | SPD                                  |
| Wilhelm Nowack                                  | 13. Juni 1951 1. Juni 1955                                  | Altmeier II Altmeier III                 | FDP                                  |
| Hans Georg Dahlgrün                             | 11. November 1958                                           | Altmeier III                             | parteilos                            |
| Fritz Glahn                                     | 19. Mai 1959 18. Mai 1963                                   | Altmeier IV Altmeier V                   | FDP                                  |
| Hermann Eicher                                  | 26. April 1966 18. Mai 1967 19. Mai 1969                    | Altmeier V Altmeier VI Kohl I            | FDP                                  |
| Minister für Finanzen                           |                                                             |                                          |                                      |
| Johann Wilhelm Gaddum                           | 18. Mai 1971 20. Mai 1975 2. Dezember 1976 18. Mai 1979     | Kohl II Kohl III Vogel I Vogel II        | CDU                                  |
| Carl-Ludwig Wagner                              | 12. Juni 1981 18. Mai 1983 23. Juni 1987                    | Vogel II Vogel III Vogel IV              | CDU                                  |
| Emil Wolfgang Keller                            | 8. Dezember 1988                                            | Wagner                                   | CDU                                  |
| Edgar Meister                                   | 21. Mai 1991                                                | Scharping                                | SPD                                  |
| Gernot Mittler                                  | 13. Oktober 1993 26. Oktober 1994 20. Mai 1996 18. Mai 2001 | Scharping Beck I Beck II Beck III        | SPD                                  |
| Ingolf Deubel                                   | 18. Mai 2006                                                | Beck IV                                  | SPD                                  |
| Carsten Kühl                                    | 7. Juli 2009 18. Mai 2011 16. Januar 2013                   | Beck IV Beck V Dreyer I                  | SPD                                  |
| Doris Ahnen                                     | 12. November 2014 18. Mai 2016 18. Mai 2021 10. Juli 2024   | Dreyer I Dreyer II Dreyer III Schweitzer | SPD                                  |